# 사화산 (영화)
"사화산"은 1969년에 개봉한 대한민국의 영화이다.

## 캐스팅
- 김승호
- 장동휘
- 문정숙
- 박노식
- 이대엽
- 허장강
- 김동원
- 박암
- 장혁
- 이순재
- 오지명
- 강민호
- 최성
- 최삼
- 장훈